# حمله ۲۰۱۶ دانشگاه ایالتی اوهایو
در تاریخ ۲۸ نوامبر ۲۰۱۶ حمله کوبیدن خودرو به عابرین و کشتار جمعی با سلاح سرد در ساعت ۹:۵۵ صبح به وقت منطقه زمانی شرقی آمریکای شمالی در سالن واتس دانشگاه ایالتی اوهایو در کلمبوس، اوهایو به وقوع پیوست. مهاجم که با نام «عبدالرزاق علی آرتان» شناسایی شد با نخستین واکنش افسر پلیس دانشگاه ایالتی اوهایو کشته شد و ۱۱ تن از مجروحان نییز در بیمارستان بستری شدند.